# Phymatodes
Phymatodes es una género de escarabajos longicornios de la tribu Callidiini.

## Especies
- Phymatodes aeneus LeConte, 1854
- Phymatodes aereus (Newman, 1838)
- Phymatodes alni (Linné, 1767)
- Phymatodes amoenus (Say, 1824)
- Phymatodes ater LeConte, 1884
- Phymatodes blandus (LeConte, 1859)
- Phymatodes concolor Linsley, 1934
- Phymatodes decussatus (LeConte, 1857)
- Phymatodes dimidiatus (Kirby in Richardson, 1837)
- Phymatodes fulgidus Hopping, 1928
- Phymatodes grandis Casey, 1912
- Phymatodes hirtellus (LeConte, 1873)
- Phymatodes infuscatus (LeConte, 1859)
- Phymatodes lengi Joutel, 1911
- Phymatodes maaki (Kraatz, 1879)
- Phymatodes maculicollis LeConte, 1878
- Phymatodes nigerrimus Van Dyke, 1920
- Phymatodes nigrescens Hardy & Preece, 1927
- Phymatodes nitidus LeConte, 1874
- Phymatodes obliquus Casey, 1891
- Phymatodes rainieri Van Dyke, 1937
- Phymatodes rufipes (Fabricius, 1776)
- Phymatodes shareeae Cope, 1984
- Phymatodes testaceus (Linnaeus, 1758)
- Phymatodes tysoni Chemsak & Linsley, 1984
- Phymatodes varius (Fabricius, 1776)
- Phymatodes vilitatis Linsley, 1940
- Phymatodes vulneratus (LeConte, 1857)